# 宽尾维达雀
，是雀形目维达雀科的一种鸟类。

## 特征
宽尾维达雀体重约20.69克，翼长约81.8毫米，喙宽度约5.2毫米，喙厚度约6.7毫米，嘴峰长约12.3毫米，跗蹠长约16.1毫米，尾长约60.5毫米。
宽尾维达雀是留鸟，栖息在林地，它们是植食性动物，主要以植物的种子或坚果为食。它们分布在安哥拉北部、刚果民主共和国、乌干达西南部、肯尼亚和南非东北部。